# إي سي جوا
إي سي جوا (بالهانغل: 이세좌، وبالهانجا: 李世佐. ولد في 1445 ومات في 1504) هو وزير الشعائر وأحد سياسيي سلالة جوسون. والده هو إي غك غام، وعمه هو إي غك غيُن (مستشار الدولة الثاني)، وعمه الآخر هو إي غك تون. كان إي المقترح لعقوبة الموت على تابعي كم جونغ جك خلال مذبحة التطهير الأولى، وعُوقب إي بالموت عندما اكتشف الملك يونسان حادثة نفي والدته الملكة المخلوعة ين أثناء مذبحة التطهير الثانية.

## التصوير الحديث
- مسلسل هان ميونغ هوي من قناة KBS2 في سنة 1994 وقام بدوره: باك غون سك.
- مسلسل الملك والملكة من قناة KBS1 بين سنة 1998 وسنة 2000، وقام بدوره: كم يونغ غي.
- مسلسل الملك وأنا من قناة SBS بين سنة 2007 وسنة 2008، وقام بدوره: إي غيونغ يونغ.
- مسلسل الملكة إنسو من قناة JTBC بين سنة 2011 وسنة 2012، وقام بدوره: كم يُن تاي.